# 水野弘元
水野 弘元（みずの こうげん、1901年11月19日 - 2006年1月1日）は、日本のパーリ語仏教（原始仏教）の研究者、僧侶。駒澤大学総長を務めた。同大名誉教授、東京大学文学部教授。学位は、文学博士（東京大学）。インドナーランダ大学名誉文学博士。

## 経歴
1901年、佐賀県に生まれた。曹洞宗第四中学林（現高川学園高等学校・中学校）、山口高等学校経て、東京帝国大学に進学。1928年、東京帝国大学文学部印度哲学科を卒業し、同大学大学院に進んだ。
1935年、駒澤大学講師に就任。1940年、教授に昇進。1959年から1962年には、東京大学教授を兼任した。1976年より駒澤大学副学長、1982年より駒澤大学総長をつとめた。2006年1月、104歳で遷化。

### 役職
- 1975年:岩見沢駒澤短期大学第2代学長。
- 駒澤大学北海道教養部2代部長
- 駒澤大学附属岩見沢高等学校2代校長
- 駒澤大学岩見沢学園2代理事長

## 受賞・栄典
- 1967年、紫綬褒章
- 1979年、東方学術特別顕彰
- 1981年、第15回仏教伝道功労賞

## 門下生
- 片山一良 (仏教学者)（駒澤大学教授）

## 著書
- 『パーリ語文法』（山喜房佛書林、1955年）
- 『原始仏教』（平楽寺書店、1956年）
- 『パーリ語仏教読本』（山喜房佛書林、1956年）
- 『釈尊の生涯』（春秋社、1960年 → 1985年）
- 『パーリ仏教を中心とした仏教の心識論』（山喜房仏書林、1964年 → ピタカ、1978年）
- 『修証義講話』（曹洞宗宗務庁、1968年）
- 『修証義の仏教』（春秋社、1968年 → 2000年→2022年(新装版)）
- 『パーリ語辞典』（春秋社、1968年 → 2005年(増補改訂)）
- 『人生の道しるべ』(佼成出版社、1969年)
- 『宗教学ハンドブック』（柴田道賢と共著、世界書院、1969年）
- 『仏教の基礎知識』（春秋社、1971年 → 2009年）
- 『仏教要語の基礎知識』（春秋社、1972年 → 2006年）
- 『仏教の原点』（佼成出版社、1974年）
- 『仏典解題事典』（春秋社、1977年）
- 『経典』（佼成出版社、1980年 → 1990年）
- 『法句経の研究』（春秋社、1981年）
- 『仏教の真髄』（春秋社、1986年）
- 『釈尊の生涯と思想』（佼成出版社、1989年）
- 『釈尊の人間教育学』（佼成出版社、1994年）
- 『和訳パーリ語仏教読本』（山喜房佛書林、2001年）
- 『経典はいかに伝わったか』（佼成出版社、2004年）
- 『原始仏教入門』（佼成出版社、2009年）

### 博士論文
- 水野弘元「仏教の心識論」東京大学 文学博士 (報告番号不明)、1949年、NAID 500000491211。

### 著作集
- 『水野弘元著作選集』1-3（春秋社、1996～1997年）

### 論文
- 水野弘元「譬喩師と誠実論」『駒沢大学仏教学会年報』第1号、駒澤大学仏教学会、1931年2月、134頁、NAID 120006610867。
- 水野弘元「禅定一般と只管打坐」『道元』第14巻4・5、無がい光林、1952年4月、30-39頁、NAID 40002605980。
- 水野弘元「菩薩十地説の發展について」『印度學佛教學研究』第1巻第2号、日本印度学仏教学会、1953年、321-326頁、doi:10.4259/ibk.1.321、ISSN 0019-4344、NAID 130003828434。
- 水野弘元「ウダーナと法句」『駒澤大學學報』第12巻第2号、駒澤大学仏教学会、1953年3月、3頁、NAID 120006611020。
- 水野弘元「仏教を中心としたセイロンの歴史」『駒沢史学』第3号、駒澤大学文学部史学会、1953年11月、1頁、ISSN 04506928、NAID 110006999282。
- 水野弘元「業説について」『印度學佛教學研究』第2巻第2号、日本印度学仏教学会、1954年、463-473頁、doi:10.4259/ibk.2.463、ISSN 0019-4344、NAID 130004022910。
- 水野弘元「仏教と哲学」『駒沢哲学』第3号、駒澤大学哲学会、1955年11月、1頁、NAID 110006449316。
- 水野弘元「心不相応法について」『駒沢大学研究紀要』第14号、駒澤大学、1956年4月、ISSN 0452361X、NAID 110006992217。
- 水野弘元「Tathagata (如來) の意義用法」『印度學佛教學研究』第5巻第1号、日本印度学仏教学会、1957年、41-50頁、doi:10.4259/ibk.5.41、ISSN 0019-4344、NAID 130004027412。
- 水野弘元「禅宗成立以前のシナの禅定思想史序説」『駒沢大学研究紀要』第15号、駒澤大学、1957年3月、15-54頁、ISSN 0452361X、NAID 110006992233。
- 水野弘元「ミリンダ問経類について」『駒沢大学研究紀要』第17号、駒澤大学、1959年3月、ISSN 0452361X、NAID 110006992261。
- 水野弘元「無爲法について」『印度學佛教學研究』第10巻第1号、日本印度学仏教学会、1962年、1-11頁、doi:10.4259/ibk.10.1、ISSN 0019-4344、NAID 130003828496。
- 水野弘元「証悟について」『駒沢大学仏教学部研究紀要』第21号、駒澤大学、1962年10月、ISSN 04523628、NAID 110006997717。
- 水野弘元「原始仏教および部派仏教における般若について」『駒沢大学仏教学部研究紀要』第23号、駒澤大学、1965年4月、ISSN 04523628、NAID 110006997739。
- 水野弘元「仏教研究について」『佛教学セミナー』第7号、大谷大学佛教学会、1968年5月、1-17頁、ISSN 02871556、NAID 120006724518。
- 水野弘元「別訳雑阿含経について」『印度學佛教學研究』第18巻第2号、日本印度学仏教学会、1970年、482-492頁、doi:10.4259/ibk.18.482、ISSN 0019-4344、NAID 130004022599。
- 水野弘元「南方アジヤ旅行雑感」『駒澤大学佛教学部論集』第1号、駒澤大学仏教学部、1971年3月、87頁、ISSN 0389990X、NAID 110007018875。
- 水野弘元「心性本浄の意味」『印度學佛教學研究』第20巻第2号、日本印度学仏教学会、1972年、503-511頁、doi:10.4259/ibk.20.503、ISSN 0019-4344、NAID 130004023090。
- 水野弘元「道 仏道 学道」『宗学研究』第18号、曹洞宗総合研究センター、1976年3月、1-7頁、ISSN 02881683、NAID 40001681987。

### 記念論集
- 「水野弘元博士喜寿記念」（『宗教学論集』9、1979年）
- 『パーリ文化学の世界-水野弘元博士米寿記念論集-』（春秋社、1990年）
- 「水野弘元博士白寿記念号」（『仏教研究』29、2000年）

### 講演
- 水野弘元「〔公開講演〕 私とパーリ仏教」『駒澤大学佛教学部論集』第11巻、駒澤大学仏教学部、1980年11月、1頁、NAID 120006611623。

## 資料
- 森祖道「水野弘元先生を偲ぶ」『印度學佛教學研究』第54巻第2号、日本印度学仏教学会、2006年3月、844-849頁、CRID 1520853832378420736、ISSN 00194344。